# Jenny Haniver

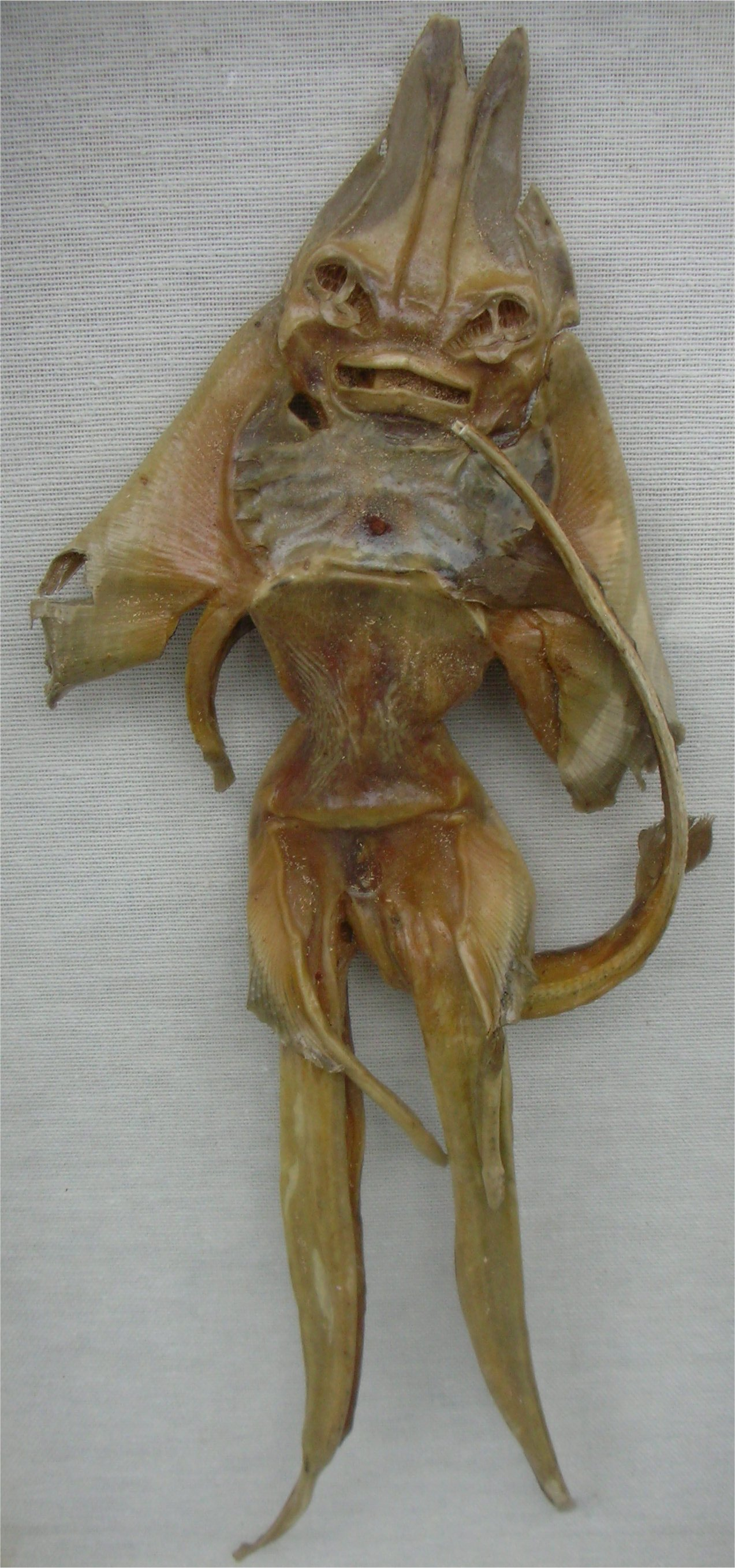
Jenny Haniver

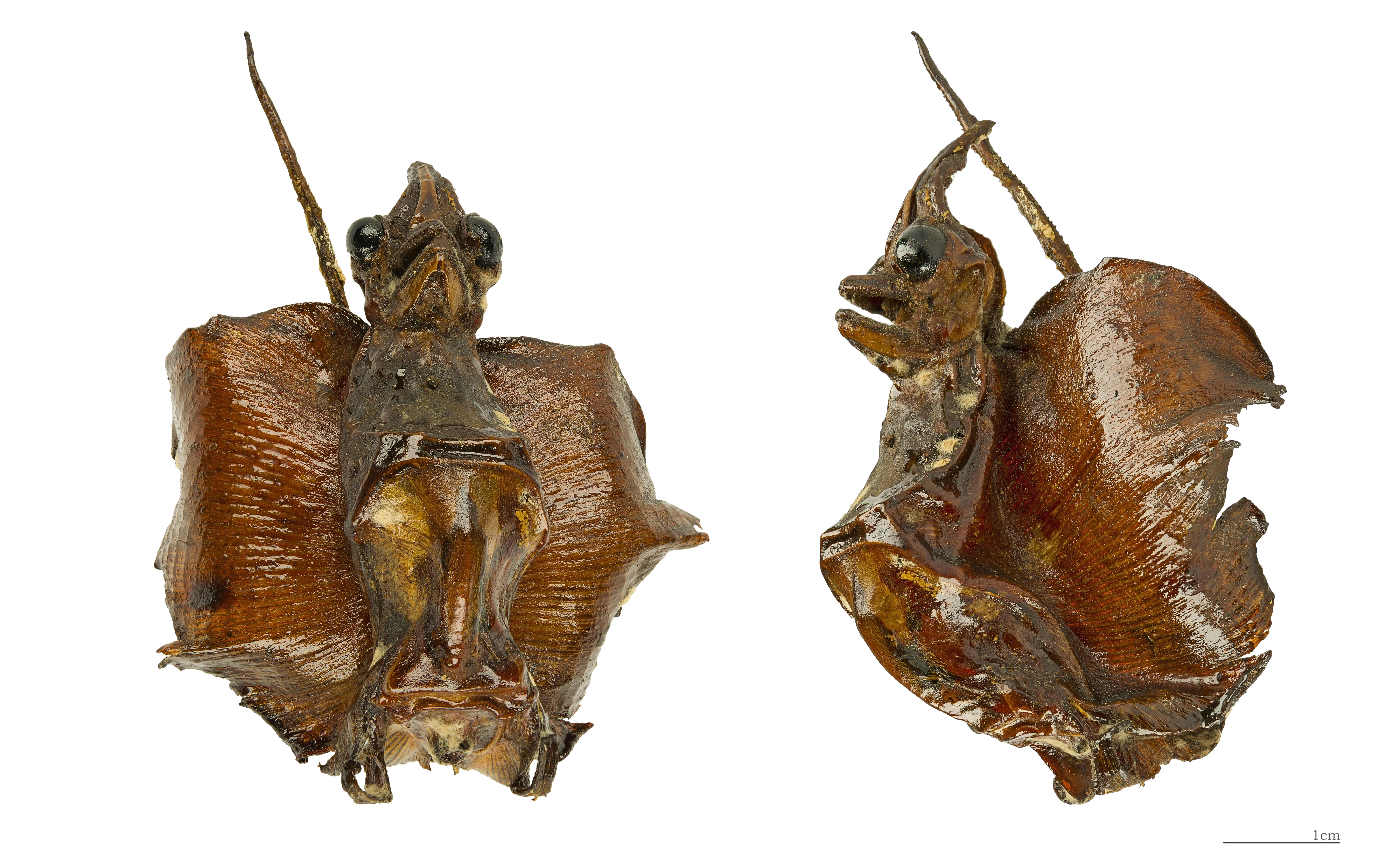
Jenny Haniver – junger Drache

Als Jenny Haniver bezeichnet man getrocknete und präparierte Exemplare der Familie der Rajiformes (Rochen), welche angebliche Meereswesen darstellen sollen; tatsächlich handelt es sich um menschliches Zutun bei der Umgestaltung. Die Präparationen zeichnen sich durch ihre groteske Gestaltung aus. Die Gestaltung kennt mehrere Hauptmotive, meist sind dies Teufelgestalten, Engel und Drachen sowie andere Fabelwesen.
Die Herkunft des Namens ist nicht ganz geklärt, wahrscheinlich leitet es sich vom französischen jeune d'Anvers (Mädchen aus Antwerpen) ab. Der Name wurde dann von britischen Seeleuten zu Jenny Haniver personalisiert.
Traditionellerweise fertigten Antwerpener Seeleute solche Figuren. Durch den Verkauf dieser Figuren an Touristen und vorbeikommende Schiffe verdienten sie sich ein Zubrot. Die früheste Darstellung einer Jenny Haniver taucht in Conrad Gessners Historia Animalium Band 4 im Jahre 1558 auf. Er wies dort speziell darauf hin, dass es sich bei diesen Figuren nicht um kleine Drachen oder Monster handelte, wie damals oft angenommen wurde, sondern um präparierte Rochen. Möglicherweise lassen sich einige Geschichten über Drachen und andere Fabeltiere im Mittelalter auf Jenny Hanivers zurückführen. Wahrscheinlich ist auch der Seebischof eine Jenny Haniver. Eventuell trifft dies auch auf den Meermönch zu.
Vereinzelt werden Jenny Hanivers auch von Ufologen als außerirdische Wesen ausgegeben.